# Cody Longo
Cody Longo (Littleton, Colorado, 4 de marzo de 1988- Austin, Texas, 8 de febrero del 2023)fue un actor de cine y artista musical estadounidense. interpretaba a Eddie Duran en la serie de Nick at Nite/TeenNick Hollywood Heights.

## Carrera
Longo interpretó a Andy Matthews en el remake de Fame, el chico popular Evan Whitbourne en Bring It On: Fight to the Finish, Dave en Ball Don't Lie y Gavin Coley en Medium. En 2009 apareció en un episodio de Three Rivers.
En 2010, apareció en High School, con Adrien Brody, Michael Chiklis como Chad y Piranha 3-D como Todd Dupree. Él también apareció en el programa de ABC Brothers and Sisters.
Él apareció en Days of Our Lives de NBC, interpretando el papel de Nicholas Alamain desde 23 de agosto de 2011 hasta 22 de septiembre de 2011.
En 2012, Longo apareció en For The Love Of Money con James Caan, Paul Sorvino y Jeffrey Tambor y será coprotagonista en el thriller, The Silent Thief. Entre los papeles que ha desempeñado anteriormente, su estallido final de la fama fue interpretando el personaje de Eddie Durán en la serie de Nick Hollywood Heights.
Mirrorball Entertainment firmó con Cody Longo como artista musical en 2012. El sencillo debut de Longo, «Atmosphere», fue lanzado el 22 de agosto de 2012. La canción alcanzó el iTunes top 100 Pop el 22 de agosto de 2012.
Grabó una nueva película "Wildflower" en New York junto a la actriz y cantante Nathalia Ramos

## Fallecimiento
Fue encontrado muerto en su casa en Austin, Texas en la tarde del miércoles 8 de febrero del 2023, por el cual las autoridades están investigando su muerte.

## Filmografía
Cine
| Año  | Título                               | Personaje       |
| ---- | ------------------------------------ | --------------- |
| 2006 | Hip Hop Kidz: It's a Beautiful Thing | Eddie           |
| 2008 | Ball Don't Lie                       | Dave            |
| 2009 | Bring It On: Fight to the Finish     | Evan Whitbourne |
| 2009 | Fame                                 | Andy Matthews   |
| 2010 | Piranha 3-D                          | Todd Dupree     |
| 2012 | The Silent Thief                     | Mike Henderson  |
| 2012 | For The Love Of Money                | Joven Issac     |
| 2013 | Not Today                            | Caden Welles    |
| 2016 | Wildflower                           | Josh            |

Televisión
| Año       | Título                         | Personaje          | Notas                                                            |
| --------- | ------------------------------ | ------------------ | ---------------------------------------------------------------- |
| 2009–2010 | Make It or Break It            | Nicky Russo        | 6 episodios                                                      |
| 2009      | Medium                         | Gavin Coley        | Episodio: "Apocalypse... Now?"                                   |
| 2009      | Three Rivers                   | Blair              | Episodio: "Code Green"                                           |
| 2010      | Brothers & Sisters             | Young Tommy Walker | "Time After Time (2-Hour Special)" (Temporada 4 Episodios 18-19) |
| 2011      | CSI: Crime Scene Investigation | Nathan Culver      | Episodio: "Unleashed"                                            |
| 2011      | Days Of Our Lives              | Nicholas Alamain   | 4 episodios                                                      |
| 2011      | CSI: Nueva York                | Tyler Josephson    | Episodios: "Keep It Real", "Identity Crisis"                     |
| 2012      | Hollywood Heights              | Eddie Duran        | Rol principal                                                    |